# 43e cérémonie des Saturn Awards
La 43e cérémonie des Saturn Awards, récompensant les films, séries télévisées et téléfilms relevant des genres de la science-fiction, de la fantasy et de l'horreur, sortis en 2016, et les professionnels s'étant distingués cette année-là, s'est déroulée le 28 juin 2017.

## Palmarès

### Cinéma

#### Meilleur film de science-fiction
- Rogue One: A Star Wars Story
  - Premier Contact (Arrival)
  - Independence Day: Resurgence
  - Midnight Special
  - Passengers
  - Star Trek : Sans limites (Star Trek Beyond)

#### Meilleur film fantastique
- Le Livre de la jungle
  - Les Animaux fantastiques
  - Le Bon Gros Géant (The BFG)
  - Miss Peregrine et les Enfants particuliers
  - Peter et Elliott le dragon
  - Quelques minutes après minuit
  - SOS Fantômes

#### Meilleur film d'horreur
- Don't Breathe : La Maison des ténèbres (Don't Breathe)
  - The Jane Doe Identity (The Autopsy of Jane Doe)
  - Conjuring 2 : Le Cas Enfield (The Conjuring 2)
  - Demon
  - Ouija : les origines (Ouija: Origin of Evil)
  - Dernier train pour Busan
  - The Witch

#### Meilleur thriller
- 10 Cloverfield Lane
  - Comancheria
  - La Fille du train (The Girl on the Train)
  - Instinct de survie (The Shallows)
  - Jason Bourne
  - Mr. Wolff (The Accountant)
  - Split

#### Meilleur film d'action ou d'aventure
- Les Figures de l'ombre
  - Alliés
  - Gold
  - Tu ne tueras point
  - Tarzan
  - Les Sept Mercenaires
  - The Nice Guys

#### Meilleur film international
- Mademoiselle
  - Elle
  - Godzilla Resurgence
  - Refroidis
  - The Mermaid
  - Under the Shadow

#### Meilleur film d'animation
- Le Monde de Dory
  - Kingsglaive: Final Fantasy XV
  - Vaiana : La Légende du bout du monde
  - Tous en scène
  - Les Trolls
  - Zootopie

#### Meilleur film tiré d'un comic
- Doctor Strange
  - Batman v Superman : L'Aube de la justice
  - Captain America: Civil War
  - Deadpool
  - Suicide Squad
  - X-Men: Apocalypse

#### Meilleur film indépendant
- La La Land
  - Eye in the Sky
  - Hunt for the Wilderpeople
  - Lion
  - The Ones Below
  - Remember

#### Meilleure réalisation
- Gareth Edwards pour Rogue One: A Star Wars Story
  - Scott Derrickson pour Doctor Strange
  - Jon Favreau pour Le Livre de la jungle
  - Anthony et Joe Russo pour Captain America: Civil War
  - Bryan Singer pour X-Men: Apocalypse
  - Steven Spielberg pour Le Bon Gros Géant (The BFG)
  - Denis Villeneuve pour Premier Contact

#### Meilleur scénario
- Premier Contact (Arrival) – Eric Heisserer
  - Le Bon Gros Géant (The BFG) – Melissa Mathison
  - Comancheria – Taylor Sheridan
  - Deadpool – Rhett Reese et Paul Wernick
  - Doctor Strange – Jon Spaihts, Scott Derrickson et C. Robert Cargill
  - Rogue One: A Star Wars Story – Chris Weitz et Tony Gilroy

#### Meilleur acteur
- Ryan Reynolds pour Deadpool
  - Chris Evans pour Captain America: Civil War
  - Benedict Cumberbatch pour Doctor Strange
  - Chris Pratt pour Passengers
  - Mark Rylance pour le rôle de le Bon Gros Géant, alias le BGG dans Le Bon Gros Géant (The BFG)
  - Chris Pine pour Star Trek : Sans limites
  - Matthew McConaughey pour Gold

#### Meilleure actrice
- Mary Elizabeth Winstead pour 10 Cloverfield Lane
  - Amy Adams pour Premier Contact
  - Emily Blunt pour le rôle de Rachel Watson dans La Fille du train (The Girl on the Train)
  - Taraji P. Henson pour Les Figures de l'ombre
  - Felicity Jones pour Rogue One: A Star Wars Story
  - Jennifer Lawrence pour Passengers
  - Narges Rashidi pour Under the Shadow

#### Meilleur acteur dans un second rôle
- John Goodman pour 10 Cloverfield Lane
  - Chadwick Boseman pour Captain America: Civil War
  - Dan Fogler pour Les Animaux fantastiques
  - Diego Luna pour Rogue One: A Star Wars Story
  - Zachary Quinto pour Star Trek : Sans limites
  - Christopher Walken pour Le Livre de la jungle

#### Meilleure actrice dans un second rôle
- Tilda Swinton pour Doctor Strange
  - Scarlett Johansson pour Captain America: Civil War
  - Margot Robbie pour Suicide Squad
  - Kate McKinnon pour SOS Fantômes
  - Betty Buckley pour Split
  - Bryce Dallas Howard pour Gold

#### Meilleur(e) jeune acteur / actrice
- Tom Holland pour Captain America: Civil War
  - Ruby Barnhill pour le rôle de Sophie dans Le Bon Gros Géant (The BFG)
  - Julian Dennison pour Hunt for the Wilderpeople
  - Lewis MacDougall pour Quelques minutes après minuit
  - Neel Sethi pour Le Livre de la jungle
  - Anya Taylor-Joy pour The Witch

#### Meilleure musique
- La La Land – Justin Hurwitz
  - Les Animaux fantastiques – James Newton Howard
  - Le Bon Gros Géant (The BFG) – John Williams
  - Docteur Strange – Michael Giacchino
  - Passengers – Thomas Newman
  - Rogue One: A Star Wars Story – Michael Giacchino

#### Meilleur montage
- Le Bon Gros Géant (The BFG) – Michael Kahn
  - 10 Cloverfield Lane – Stefan Grube
  - Captain America: Civil War – Jeffrey Ford et Matthew Schmidt
  - Le Livre de la jungle – Mark Livolsi (en)
  - Premier Contact – Joe Walker
  - Rogue One: A Star Wars Story – John Gilroy, Colin Goudie et Jabez Olssen

#### Meilleure décors
- Le Bon Gros Géant (The BFG) – Rick Carter et Robert Stromberg
  - Les Animaux fantastiques – Stuart Craig
  - Captain America: Civil War – Owen Paterson
  - Doctor Strange – Charles Wood
  - Passengers – Guy Hendrix Dyas
  - Rogue One: A Star Wars Story – Doug Chiang et Neil Lamont

#### Meilleurs costumes
- Les Animaux fantastiques – Colleen Atwood
  - Alice de l'autre côté du miroir – Colleen Atwood
  - Le Bon Gros Géant (The BFG) – Joanna Johnston
  - Doctor Strange – Alexandra Byrne
  - Mademoiselle – Sang-gyeong Jo
  - Rogue One: A Star Wars Story – David Crossman et Glyn Dilloin

#### Meilleur maquillage
- Monica Huppert, Joel Harlow pour Star Trek : Sans limites
  - Jeremy Woodhead pour Docteur Strange
  - Nicky Knowles pour Les Animaux fantastiques
  - Amy Byrne pour Rogue One: A Star Wars Story
  - Jeremy Woodhead pour Docteur Strange
  - Allan Apone, Jo-Ann MacNeil, Marta Roggero pour Suicide Squad
  - Charles Carter, Rita Ciccozzi, Rosalina Da Silva pour X-Men: Apocalypse

#### Meilleurs effets visuels
- Rogue One: A Star Wars Story – John Knoll, Mohen Leo, Hal Hickel et Neil Corbould
  - Les Animaux fantastiques – Tim Burke, Christian Manz, David Watkins
  - Le Bon Gros Géant (The BFG) – Joe Letteri et Joel Whist
  - Docteur Strange – Stéphane Ceretti, Richard Bluff, Vincent Cirelli, Paul Corbould
  - Le Livre de la jungle – Robert Legato, Adam Valdez, Andrew R. Jones, Dan Lemmon
  - Premier Contact – Louis Morin, Ryal Cosgrove

### Télévision

#### Meilleure série de science fiction
- Westworld
  - Les 100 (The 100)
  - Colony
  - The Expanse
  - Falling Water
  - Incorporated
  - Timeless

#### Meilleure série fantastique
- Outlander
  - Beyond
  - Game of Thrones
  - The Good Place
  - Lucifer
  - The Magicians
  - Preacher

#### Meilleure série d'horreur
- The Walking Dead
  - American Horror Story : Roanoke
  - Ash vs. Evil Dead
  - The Exorcist
  - Fear the Walking Dead
  - Teen Wolf
  - The Vampire Diaries

#### Meilleure série d'action ou thriller
- Riverdale
  - Animal Kingdom
  - Bates Motel
  - Designated Survivor
  - Flynn Carson et les Nouveaux Aventuriers (The Librarians)
  - Mr. Robot
  - Underground

#### Meilleure adaptation de super-héros
- Supergirl
  - Marvel : Les Agents du SHIELD
  - Arrow
  - Flash
  - Gotham
  - Legion

#### Meilleur film ou série animé
- Star Wars Rebels
  - BoJack Horseman
  - Les Griffin (Family Guy)
  - Le Petit Prince (The Little Prince)
  - Les Simpson
  - Chasseurs de trolls (Trollhunters)

#### Meilleure série numérique ou web-série
- Luke Cage
- Stranger Things
  - Harry Bosch
  - Daredevil
  - The Man in the High Castle
  - Les Désastreuses Aventures des orphelins Baudelaire

#### Meilleur téléfilm, mini-série ou programme spécial
- 11.22.63
- Channel Zero
- Doctor Who: Le Retour du Docteur Mysterio
- Mars
- The Night Manager
- Rats

#### Meilleur acteur de télévision
- Andrew Lincoln pour The Walking Dead
  - Bruce Campbell pour Ash vs. Evil Dead
  - Mike Colter pour Luke Cage
  - Charlie Cox pour Daredevil
  - Grant Gustin pour Flash
  - Sam Heughan pour Outlander
  - Freddie Highmore pour Bates Motel

#### Meilleure actrice de télévision
- Melissa Benoist pour Supergirl
  - Caitriona Balfe pour Outlander
  - Kim Dickens pour Fear the Walking Dead
  - Vera Farmiga Bates Motel
  - Lena Headey pour Game of Thrones
  - Sarah Paulson pour American Horror Story : Roanoke
  - Winona Ryder pour Stranger Things

#### Meilleur acteur de télévision dans un second rôle
- Ed Harris pour Westworld
  - Linden Ashby pour Teen Wolf
  - Mehcad Brooks pour Supergirl
  - Kit Harington pour Game of Thrones
  - Lee Majors pour Ash vs. Evil Dead
  - Norman Reedus pour The Walking Dead
  - Jeffrey Wright pour Westworld

#### Meilleure actrice de télévision dans un second rôle
- Candice Patton pour Flash
  - Kathy Bates pour American Horror Story : Roanoke
  - Danai Gurira pour The Walking Dead
  - Melissa McBride pour The Walking Dead
  - Thandie Newton pour Westworld
  - Adina Porter pour American Horror Story : Roanoke
  - Evan Rachel Wood pour Westworld

#### Meilleur jeune acteur de télévision
- Millie Bobby Brown pour Stranger Things
  - K.J. Apa pour Riverdale
  - Max Charles pour The Strain
  - Alycia Debnam-Carey pour Fear the Walking Dead
  - Lorenzo James Henrie pour Fear the Walking Dead
  - Chandler Riggs pour The Walking Dead

#### Meilleur artiste invité
- Jeffrey Dean Morgan pour The Walking Dead
  - Ian Bohen pour Teen Wolf
  - Tyler Hoechlin pour Supergirl
  - Anthony Hopkins pour Westworld
  - Leslie Jordan pour American Horror Story : Roanoke
  - Dominique Pinon pour Outlander

### DVD

#### Meilleure édition DVD
- Tales of Halloween
  - Dog Eat Dog
  - The Girl
  - The Lobster
  - L'Homme qui défiait l'infini (The Man Who Knew Infinity)
  - The Strangers

#### Meilleure édition DVD d'un programme télévisé
- Hannibal: The Complete Series Collection
  - Banshee: The Final Season
  - Mr. Robot: Season 2.0
  - Salem's Lot
  - Star Trek: The Animated Series
  - Versailles: Season One

### Production en scène en direct

#### Meilleure production en scène en direct
- A View From the Bridge (Ahmanson Theatre)
  - Amadeus (L.A. Theatre Works)
  - Chen Ying Rescues the Orphan (Chinese Yu Opera)
  - The Fantasticks (Pasadena Playhouse)
  - Joseph and the Amazing Technicolor Dreamcoat (3D Theatricals)
  - Moby Dick (South Coast Repertory)

### Special Award
- The Life Career Award – Lee Majors
- The Visionary Award – Akiva Goldsman
- The Filmmakers Showcase Award – Rick Jaffa et Amanda Silver
- The Breakthrough Performance Award – K.J. Apa
- The Special Recognition Award – Heavy Metal

## Statistiques

### Nominations multiples

#### Cinéma
- 11 : Rogue One: A Star Wars Story
- 10 : Le Bon Gros Géant
- 8 : Doctor Strange, Captain America: Civil War
- 7 : Les Animaux fantastiques
- 6 : Le Livre de la jungle, Premier Contact
- 5 : Passengers
- 4 : Star Trek : Sans limites, 10 Cloverfield Lane
- 3 : X-Men: Apocalypse, Gold, Suicide Squad
- 2 : Les Figures de l'ombre, La La Land, Comancheria, La Fille du train, The Witch, Split, Under the Shadow, Quelques minutes après minuit, SOS Fantômes, Hunt for the Wilderpeople, Mademoiselle

#### Télévision
- 7 : The Walking Dead
- 6 : Westworld
- 5 : American Horror Story : Roanoke
- 4 : Fear The Walking Dead, Outlander, Supergirl
- 3 : Stranger Things, Flash, Bates Motel, Teen Wolf

### Récompenses multiples

#### Cinéma
- 3 : Rogue One: A Stars Wars Story, 10 Cloverfield Lane
- 2 : Doctor Strange, Le Bon Gros Géant